# König Mór
König Mór (Ipolyvisk, 1822. szeptember 22. – Karlovy Vary, 1886. május 12.) teológiai doktor és apátkanonok.

## Élete
Atyját a Forgách grófi jószág kormányzására a szabolcsi Mándokra helyezték. A gimnáziumot a pesti piaristáknál végeze, a bölcseletet az egyetemen hallgatta 1840-ig. Ekkor báró Barkóczy László felvette a székesfehérvári papnövendékek közé. Teológiai tanulmányait a bécsi Pázmáneumban hallgatta.
Ezután nevelő volt báró Horváth János családjánál a szabolcsi Muranicson. 1845. október 5-én miséspappá szentelték fel. Segédlelkész volt Szigetújfalun, 8 hónap múlva Bécsbe küldték a Szent Ágoston papnevelő intézetbe. 1848. július 31-én teológiai doktor lett.
Hazatérve, a szabadságharc kezdetén a horvát betörések hírére a pesti önkéntesek közé állt, de a schwechati csata után az egyházmegyébe visszament és mint segédlelkész Boglárra helyezték. Itt 1849. augusztus 17-én a magyar kormány proklamációjának kihirdetése miatt a felizgatott néptől bevádoltatván, Streith Miklós plébánosával együtt a császári seregek által elfogatott és a katonai törvényszék által javainak elvesztésére és 15 évi börtönre ítélték. 1849. október vége felé a budavári József-kaszárnya kazamátáiba, majd onnét novemberben Königgrätzbe vitték. 1854. szeptemberében szabadult, és mint segédlelkész működött Kálócon, majd báró Splényi Henriknél nevelősködött négy évig és gróf Zichy Jánosnál tízig. Azután Jekelfalussy Vince püspök által egyházmegyéjébe visszahivatván, a líceumban az egyháztörténetet és kánonjogot adott elő. Később tanulmányi felügyelő és szemináriumi rektorhelyettes, 1873. szeptember 3-án pedig kanonok lett. 1876. július 22-én budai főesperessé léptették elő, egyszersmind a paulai szent Vincéről nevezett apácazárdával is megbízták és ugyanabban az évben november 7-én visegrádi apáttá nevezték ki.
Házasságvédő, fejérmegyei közigazgatási bizottsági tag, megyei kórházi elnök, zsinati vizsgáló és szentszéki ülnök volt.

## Művei
1848–49. naplójegyzeteket hagyott hátra; ezekből mutatványul közölte a székesfejérvári Szabadságban (1888. 98. szám) Egy fejérmegyei plébános (Streith Miklós) vértanusága 1849. szeptember 5. cz. tárczaczikket.